# Code Saturne
Code Saturne è un software libero di simulazione numerica per lo studio della meccanica dei fluidi. È un software di fluidodinamica computazionale (CFD, Computational Fluid Dynamics), sviluppato a partire dal 1997 dal servizio R&D (Recherche et Développement, originariamente DER) di EDF - Électricité de France. È stato reso disponibile sotto la licenza GNU GPL nel marzo 2007.

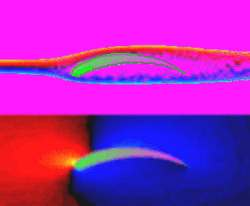
Simulazione numerica di un campo di moto attorno ad un profilo alare

È basato su un approccio a volume finito in grado di ospitare griglie di calcolo (mesh) di tutti i tipi: strutturati, strutturati per blocchi, non strutturati, ibridi, lineari, non lineari, e qualsiasi tipo di elemento: tetraedro, esaedro, piramide, qualsiasi poliedro.
Code Saturne permette di modellizzare flussi incomprimibili o espandibili, con o senza turbolenze o trasferimento di calore.
Sono disponibili moduli dedicati per la fisica specifica come il trasferimento di calore per irraggiamento, la combustione : gas, carbone polverizzato, olio combustibile), la magneto-idrodinamica, i flussi comprimibili, i flussi polifasici (approccio Eulero/Lagrange con accoppiamento a due vie con la Teoria dei gruppi), oppure come estensioni per applicazioni specifiche (per esempio Mercure Saturne per la meteorologia).
Code Saturne è incorporabile in SYRTHES, un codice software per lo studio termico dei solidi. Può inoltre essere associato al programma di simulazione numerica dei materiali e delle strutture meccaniche Code Aster, in particolare attraverso la piattaforma per la modellazione solida SALOME. SYRTHES e Code Aster sono stati sviluppati da EDF e distribuiti sotto licenza Gnu GPL. Funziona anche in parallelo su computer multiprocessore e a memoria distribuita.

## Metodo di rappresentazione
Gli output di post-trattamento sono disponibili in formati EnSight, CGNS e MED fichier, con le funzionalità avanzate offerte dalla libreria software FVM (librairie « Finite Volume Mesh » sviluppata da EDF sotto licenza LGPL).